# Dan Joye
Dan Joye (San Tomé, 19 febbraio 1985) è un ex slittinista statunitense.

## Biografia
Iniziò a gareggiare per la nazionale statunitense nelle varie categorie giovanili nella specialità del doppio insieme a Preston Griffall ottenendo, quali migliori risultati, la vittoria nella classifica finale della Coppa del Mondo juniores nel doppio nel 2001/02 e nel 2002/03, nonché quattro medaglie ai campionati mondiali juniores, delle quali tre d'oro: nel doppio ad Igls 2002 ed a Schönau am Königssee 2003 e nella gara a squadre nella stessa rassegna tedesca.
A livello assoluto esordì in Coppa del Mondo nella stagione 2002/03, dapprima con lo stesso Griffall, e, dall'edizione 2007/08 fino al suo ritiro, fece coppia con Christian Niccum. Conquistò il primo podio il 7 gennaio 2006 a Schönau am Königssee nella gara a squadre (3°), la sua prima ed unica vittoria il 17 novembre 2007 a Lake Placid sempre nella gara a squadre ed in classifica generale come miglior risultato si piazzò all'ottavo posto nel doppio nel 2007/08 e nel 2009/10.
Prese parte a due edizioni dei Giochi olimpici invernali, entrambe le volte esclusivamente nella specialità biposto: a Torino 2006 giunse in ottava posizione ed a Vancouver 2010, in quella che fu la sua ultima competizione a livello internazionale, si classificò al sesto posto.
Prese parte altresì a quattro edizioni dei campionati mondiali, ottenendo quali migliori risultati la sesta piazza nel doppio in tre diverse occasioni: a Park City 2005, ad Oberhof 2008 ed a Lake Placid 2009, nonché la quinta posizione nella gara a squadre nella stessa rassegna iridata del 2008.

## Palmarès

### Mondiali juniores
- 4 medaglie:
  - 3 ori (doppio ad Igls 2002; doppio, gara a squadre a Schönau am Königssee 2003);
  - 1 argento (gara a squadre a Lillehammer 2001).

### Coppa del Mondo
- Miglior piazzamento in classifica generale nel doppio: 8° nel 2007/08 e nel 2009/10.
- 5 podi (tutti nelle gare a squadre):
  - 1 vittoria;
  - 1 secondo posto;
  - 3 terzi posti.

#### Coppa del Mondo - vittorie
| Data             | Luogo       | Paese       | Disciplina                                                       |
| ---------------- | ----------- | ----------- | ---------------------------------------------------------------- |
| 17 novembre 2007 | Lake Placid | Stati Uniti | Gara a squadre con Erin Hamlin, Tony Benshoof e Christian Niccum |

### Coppa del Mondo juniores
- Vincitore della Coppa del Mondo juniores nella specialità del doppio nel 2001/02 e nel 2002/03.